# C1orf35
C1orf35 ‏ (Chromosome 1 open reading frame 35) هوَ بروتين يُشَفر بواسطة جين C1orf35 في الإنسان.